# Fissidentalium sahlmanni
Fissidentalium sahlmanni is een Scaphopodasoort uit de familie van de Dentaliidae. De wetenschappelijke naam van de soort is voor het eerst geldig gepubliceerd in 2009 door Dharma & Ng Hiong Eng.